# Saba Saba
Saba Saba é uma cidade do Quênia situada na antiga província Central, no condado de Muranga. De acordo com o censo de 2019, havia 2 438 habitantes.